# Tridentella sculpturata
Tridentella sculpturata is een pissebed uit de familie Tridentellidae. De wetenschappelijke naam van de soort is voor het eerst geldig gepubliceerd in 1955 door Oleg Grigor'evich Kussakin.